# Тартесийски език
Тартесийски език или Тартески език (ISO 639 – 3: txr), известен също така и като югозападен иберийски език или южнолузитански език, е един от палеоиспанските езици, разпространени на територията на Иберия до пристигането на келтиберите и римляните.
Със сигурност може да се твърди, че тартеският език и писменост са говорими и в употреба до 5 век, т.е. до края на Античността, подобно на пунския език в Северна Африка. Възникването на тартесийската писменост се слага в 7 век пр.н.е. във връзка с разцвета на Тартес при Аргантоний, като тази писменост си приема за най-ранната палеоиспанска писменост.
Названието тартески език се употребява в три значения, като говоримия език на града-държава Тартес, като езика на античната култура по река Гуадалкивир в периода от 8 – 6 век пр.н.е. до новата ера по тъй наречената археологическа тартесийска култура, както и като езикът на редица кратки надписи на югозападна палеоиспанска писменост, обхващаща целия район на днешна южна Португалия (Алгарв и Алентежу), няколко такива от средна Естремадура и още няколко по долен Гвадалквивир. Спорно е сред лингвистите, дали всички тази надписи са принадлежали на една култура и език, затова понякога се означават като изписани на южнолузитански език или бастуло-турдетански, югоизточен алгарвски и др.
Турдетаните до римската инвазия обичайно са считани за наследници на тартеската култура, поради което е вероятно тартесийски и турдетански да са синоними. Страбон предава, че иберите са имали писменост на която съставяли проза и стихове, както и закони в метрически размер, като уточнява, че традицията датира 6000 години назад. Според Херодот и Страбон, тя принадлежала на некелтския иберийски народ кинети (кинеси, кони).

## История
Не е известно по кое време се появява тартесийския език на Иберийския полуостров. Надписите от монетния двор в Саласия (Alcácer do Sal, Португалия) датират от около 3 – 2 век пр.н.е. и са изпълнени на този език, на който са изписани стели. От граматиката на надписите може да се установи наличието на суфикс „-ipon“;„-ипон“.